# Хёллер, Стефан
Стефан А. Хёллер (англ. Stephan A. Hoeller; род. 27 ноября 1931, Будапешт) — американский писатель, исследователь гностицизма и алхимии. Епископ Гностической церкви.

## Биография
Хеллер родился в семье, принадлежащей к австро-венгерской аристократии. Был выслан из страны после прихода к власти коммунистов после Второй мировой войны.
Учился в различных учебных заведениях Австрии, Бельгии и Италии. 
В 1952 году иммигрировал в США и с тех пор живёт в Южной Калифорнии. 
В 1958 году Хеллер был возведен в священнический сан Американской католической церкви.
В 1959 году возглавил филиал Гностической католической церкви в Южной Калифорнии.
С 1963 года является директором Гностического общества в Лос-Анджелесе, где он выступает с лекциями каждую пятницу.
9 апреля 1967 года Ришар Герцог де Палатин (Рональд Пауэлл) посвятил его в сан епископа Гностической церкви.

## Исследовательская деятельность
Стефан Хеллер исследовал труды Юнга с гностических позиций, главным образом в труде «Юнг и алхимическое возрождение», «Гностический Юнг и Семь наставлений мертвым», «Юнг и потерянные Евангелия». Также Хёллер написал одно из самых всеобъемлющих исследований посвященное гностической религии — «Гностицизм». В книге «Алхимия свободы для современного общества» Хёллер осмысляет актуальную ситуацию в культуре с точки зрения юнгианской психологии, гностицизма и либертарианства.

## Сочинения
- The Royal Road : A Manual of Kabalistic Meditations on the Tarot (1975), ISBN 0835604659 Second Edition republished as: The Fool’s Pilgrimage, Kabbalistic Meditations on the Tarot (2004) ISBN 0835608395
- The Gnostic Jung and the Seven Sermons to the Dead (1982), ISBN 083560568X
- Jung and the Lost Gospels (1989), ISBN 0835606465
- Freedom: Alchemy for a Voluntary Society (1992), ISBN 0835606783
- Gnosticism: New Light on the Ancient Tradition of Inner Knowing (2002), ISBN 0835608166